# Głucha Dolina
Głucha Dolina – duża polana położona w województwie małopolskim, w powiecie nowosądeckim, w gminie Stary Sącz, w sołectwie Barcice Górne, położona ok. 3 kilometry na południowy zachód od centrum wsi. Położona na wysokości ok. 470–510 m n.p.m. polana w przeszłości była intensywnie użytkowana rolniczo, siano na niej zboże, sadzono ziemniaki. Obecnie jest nieużytkowana, porasta trawą, częściowo zarasta lasem. Znajdują się na niej trzy budynki mieszkalne.
Stromy stok polany opada w kierunku południowo-wschodnim do rozgałęzienia Grabowskiego Potoku. Z polany ładny widok na Sapieniec i Wolę Krogulecką.
U szczytu polany przechodzi zielony szlak turystyczny z Barcic przez osiedle Skrajnia na Przehybę, który na polanie Wdżary Niżne łączy się ze szlakiem niebieskim.

## Szlaki turystyczne
zielony: Barcice – Paszkowa – Wdżary Niżne.